# Luxemburgische Eishockeynationalmannschaft
Die luxemburgische Eishockeynationalmannschaft vertritt Luxemburg bei internationalen Turnieren und belegt nach der Weltmeisterschaft 2017 in der IIHF-Weltrangliste Platz 42.
Obwohl der luxemburgische Eishockeyverband bereits seit 1912 Mitglied der Internationalen Eishockey-Föderation (IIHF) ist, nahm die Nationalmannschaft erstmals 1992 an einer Weltmeisterschaft teil. Seit 2002 nimmt Luxemburg regelmäßig an den Weltmeisterschaften teil, meist in der niedrigsten Division III. Ein Teil der Spieler steht für Teams aus Frankreich auf dem Eis, der Rest, darunter auch Kapitän Ronny Scheier, setzt sich aus Spielern des luxemburgischen Clubs Tornado Luxembourg, der momentan in der dritten französischen Division spielt, zusammen. Trainer der luxemburgischen Nationalmannschaft ist der Deutsche Petr Fical.
Bei der Eishockey-Weltmeisterschaft 2008 im eigenen Land belegte das Team den dritten Platz in der Division III und verpasste damit den Aufstieg in die Division II, aus der man zuletzt 2004 abgestiegen war. Die Spiele gegen die beiden Aufsteiger aus Nordkorea (1:2) und Südafrika (4:5) gingen  dabei trotz des Heimvorteils knapp verloren.
Beim WM-Turnier der Division III, Gr. A 2010, das erneut in Luxemburg ausgetragen wurde, belegte die Mannschaft den dritten Platz und verpasste damit erneut den Aufstieg in die Division II. Auch die Heim-WM 2014 konnten die Luxemburger nicht zum Aufstieg nutzen.

## Platzierungen

### Weltmeisterschaften
- bis 1991: keine Teilnahme
- 1992: 5. C2-WM (31. Platz)
- 1993: verzichtet
- 1994–1999: keine Teilnahme
- 2000: 8. D-WM (41. Platz)
- 2001: nicht qualifiziert
- 2002: 6. Division II, Gr. B (Abstieg in die Division III)
- 2003: 2. Division III (Aufstieg in die Division II)
- 2004: 6. Division II, Gr. A (Abstieg in die Division III)
- 2005: 3. Division III
- 2006: 5. Division III
- 2007: 3. Division III
- 2008: 3. Division III
- 2009: 3. Division III
- 2010: 3. Division III, Gr. A
- 2011: 4. Division III
- 2012: 3. Division III
- 2013: 3. Division III
- 2014: 3. Division III
- 2015: 3. Division III
- 2016: 3. Division III
- 2017: 1. Division III (Aufstieg in die Division II B)
- 2018: 6. Division II B (Abstieg in die Division III)
- 2019: 4. Division III
- 2020–2021: Turniere ausgefallen
- 2022: 5. Division III A
- 2023: 5. Division III A
- 2024: 3. Division III A
- 2025: 6. Division III A (Abstieg in die Division III B)

### Olympische Spiele
- 2022: 3. Vorqualifikation Runde 1, Gruppe N (42. Platz)